# Бегматов, Усманали
Усманали Бегматов — советский хозяйственный, государственный и политический деятель.

## Биография
Родился в 1932 году. Член КПСС.
С 1955 года — на хозяйственной, общественной и политической работе. В 1955—1989 гг. — учитель, директор средней школы, первый секретарь Кировского райкома, секретарь Ферганского обкома комсомола, заместитель председателя, председатель Кировского райисполкома, первый секретарь Кировского райкома КП Узбекистана, первый секретарь Алтыарыкского райкома КП Узбекистана, первый секретарь Ахунбабаевского райкома КП Узбекистана, председатель Ферганского областного отделения фонда «Нуроний».
Избирался депутатом Верховного Совета Узбекской ССР 8-го, 9-го, 10-го и 11-го созывов.
Умер после 2007 года.